# Абубакари, Малик
Абдул Малик Абубакари (англ. Abdul Malik Abubakari; род. 10 мая 2000, Аккра) — ганский футболист, нападающий шведского клуба «Мальмё», на правах аренды выступающий за датский «Виборг».

## Клубная карьера
Футболом начал заниматься в ганской академии «Чарити Старз». Оттуда в 2018 году перебрался в Португалию, попав в юношескую команду клуба «Визела». В сезоне 2018/19 забил 21 мяч в 24 матчах юношеского чемпионата страны. Летом 2019 года перебрался в другой клуб из Примейры — «Морейренсе», подписав контракт, рассчитанный на пять лет. 19 июля был отдан в аренду в «Фафи». В его составе первую игру провёл 25 августа в чемпионате Португалии против «Педрас Салгадас». За время аренды принял участие в 23 матчах, в которых он забил 9 голов.
5 сентября 2020 года отправился в очередную аренду во вторую лигу, став игроком «Каза Пиb». Впервые появился на поле в составе клуба во встрече с «Лейшойншем». На 51-й минуте встречи вывел свою команду вперёд в счёте, но встреча в итоге завершилась вничью 2:2. 13 марта 2021 года в матче с «Вилафранкенсе» оформил хет-трик, благодаря чему удалось разгромно победить соперника. В общей сложности Абубакари 32 раза выходил на поле в рамках чемпионата и забил в них 11 мячей.
1 июля 2021 года подписал контракт со шведским клубом «Мальмё». Срок соглашения рассчитан на 4,5 года. Дебютировал в чемпионате Швеции 17 июля в матче очередного тура с «Дегерфорсом», выйдя на 64-й минуте на замену вместо Антонио Чолака. 18 августа 2021 Абдул дебютировал в раунде плей-офф Лиги Чемпионов, в матче против «Лудогорца». Мальме прошёл в групповую стадию, попав в группу с «Челси», «Ювентусом» и «Зенитом». 14 сентября 2021 Абдул сыграл против «Ювентуса», но «Мальме» проиграл со счётом 0:3.

## Клубная статистика
| Выступление      | Выступление          | Выступление      | Лига | Лига | Кубки | Кубки | Конт. кубки | Конт. кубки | Итого | Итого |
| Клуб             | Лига                 | Сезон            | Игры | Голы | Игры  | Голы  | Игры        | Голы        | Игры  | Голы  |
| ---------------- | -------------------- | ---------------- | ---- | ---- | ----- | ----- | ----------- | ----------- | ----- | ----- |
| → Фафи           | Чемпионат Португалии | 2019/20          | 23   | 9    | 0     | 0     | 0           | 0           | 23    | 9     |
| → Фафи           | Итого                | Итого            | 23   | 9    | 0     | 0     | 0           | 0           | 23    | 9     |
| → Каза Пия       | Сегунда-лига         | 2020/21          | 32   | 1    | 1     | 0     | 0           | 0           | 33    | 1     |
| → Каза Пия       | Итого                | Итого            | 32   | 1    | 1     | 0     | 0           | 0           | 33    | 1     |
| Мальмё           | Аллсвенскан          | 2021             | 15   | 3    | 6     | 3     | 8           | 0           | 29    | 6     |
| Мальмё           | Аллсвенскан          | 2022             | 6    | 2    | 0     | 0     | 0           | 0           | 6     | 2     |
| Мальмё           | Итого                | Итого            | 21   | 5    | 6     | 3     | 8           | 0           | 35    | 8     |
| Всего за карьеру | Всего за карьеру     | Всего за карьеру | 76   | 15   | 7     | 3     | 8           | 0           | 91    | 18    |